# Innocent Life: A Futuristic Harvest Moon
Innocent Life: A Futuristic Harvest Moon (イノセントライフ　～新牧場物語～ Innocent Life: Shin Bokujō Monogatari), còn được gọi là Harvest Moon: Innocent Life, là một trò chơi video mô phỏng trang trại dành cho PlayStation Portable (PSP). Đây là phần phụ của loạt trò chơi Story of Seasons, game phát hành ngày 27 tháng 4 năm 2006 tại Nhật Bản và ngày 15 tháng 5 năm 2007 tại Bắc Mỹ.
Một phiên bản đặc biệt của trò chơi đã được phát hành cho PlayStation 2 (PS2) có tên là Innocent Life: A Futuristic Harvest Moon (Special Edition) (新牧場物語：ピュア　イノセントライフ Shin Bokujō Monogatari: Pure Innocent Life) vào ngày 29 tháng 3 năm 2007 tại Nhật Bản và ngày 12 tháng 2 năm 2008 tại Bắc Mỹ. Ngoài những thay đổi nhỏ, phiên bản PS2 về cơ bản là một bản chuyển đổi nhỏ của bản gốc.

## Cốt truyện
Trên Đảo Heartflame vào năm 2022, Giáo sư Hope Grain đã tạo ra một cậu bé người máy và đặt tên là Life. Ông xem nó như một cư dân thực thụ của Thị trấn Volcano. Ông hy vọng cậu bé sẽ tự tìm ra giá trị thực của cuộc sống qua việc chăn nuôi cây trồng, vật nuôi và tương tác với dân làng.
Bản thân hòn đảo ẩn chứa một bí ẩn cổ xưa, phong tỏa hầu hết các vùng đất màu mỡ. Công việc của người chơi là tìm ra những gì đã xảy lúc đó và trưởng thành để trở thành một Innocent Life.

## Lối chơi
Giống như các phần Harvest Moon trước, trong Innocent Life, người chơi vẫn chủ yếu làm công việc đồng áng, mặc dù không quá quan trọng như trước vì đã có những thiết bị công nghiệp hóa phụ giúp.
Ngoài ra, vì nhân vật chính là một người máy, Life không thể kết hôn và cũng không có những mối quan hệ lãng mạn để theo đuổi như các tựa game trước. Game cũng không có cơ chế kết hôn, nuôi gia đình, có con hoặc gặp gỡ Harvest Goddess.
Trò chơi diễn ra trên Đảo Heartflame, đảo này có rất nhiều khu tàn tích để người chơi có thể khám phá bằng cách đi bộ hoặc cưỡi trên xe buggy. Người chơi thậm chí có thể ghé thăm một ngọn núi lửa. Tất cả những khu vực này đều có địa hình riêng và giống như một thiên đường nhiệt đới. Để khám phá khắp hòn đảo, người chơi phải thu thập ngọc và phá vỡ phong ấn.
Trong Innocent Life, có rất nhiều loài động vật tự xuất hiện khi người chơi đạt đến một giai đoạn nhất định. Hai trong số chúng là một con chó chăn cừu và một con mèo. Ngoài ra vẫn có ba loại gia súc cơ bản là gà, cừu và bò.
Ngoài việc trồng cây và chăn nuôi, hàng tuần người chơi sẽ nhận yêu cầu từ Thị trấn Volcano để giúp đỡ cư dân trên đảo.

## Phát triển
Trò chơi do Arte Piazza phát triển, đây cũng là hãng game từng tham gia phát triển các phần quan trọng trong loạt Dragon Quest. Game mang phong cách nghệ thuật mới, tách biệt khỏi phong cách truyền thống của các trò chơi Harvest Moon trước. Nó tập trung nhiều hơn vào việc giải quyết một cốt truyện chính như các trò chơi nhập vai truyền thống, thay vì tập trung vào các công việc nông trại. Khái niệm được sử dụng trong Innocent Life được tiếp nối bằng loạt Rune Factory, với các trận chiến mang phong cách RPG hành động. Tuy nhiên, việc loại bỏ hệ thống kết hôn trong phần này cũng rất khác biệt so với bất kỳ trò chơi nào trước hoặc sau đó trong loạt Harvest Moon/Story of Seasons, ngoại trừ Harvest Moon GB, Harvest Moon 2 GBC và Harvest Moon: Save the Homeland.
Innocent Life  phát hành cùng năm với một phần ngoại truyện khác của Harvest Moon là Rune Factory: A Fantasy Harvest Moon. Như tên gọi của nó, Rune Factory là một trò chơi lấy bối cảnh thế giới giả tưởng, trái ngược với bối cảnh khoa học viễn tưởng của Innocent Life. Game mang lại thành công nhiều hơn khi Natsume thử nghiệm công thức tương tự như Harvest Moon.
Ngày 2 tháng 10 năm 2012, Natsume đã thông báo Innocent Life: A Futuristic Harvest Moon Special Edition lên PlayStation Now.

## Tiếp nhận
Các bài đánh giá game rất khác nhau, nằm trong khoảng từ 85% đến 40%.
IGN đánh giá trò chơi ở mức 6,5, hoặc "ở mức khá", nói rằng câu chuyện phát triển chậm và lối chơi đi quá xa so với trọng tâm nông nghiệp truyền thống của Harvest Moon. Jeff Haynes của IGN nói "So với các tựa game Harvest Moon khác, tựa game này có cảm giác như đi khá xa so với công thức chung của loạt. Sự thật là bạn vẫn thu hoạch nông trại nhưng càng đi sâu vào trong trò chơi thì việc trồng trọt càng trở nên ít quan trọng hơn, chủ yếu là việc khám phá hòn đảo. Thật không may, mức độ khám phá không cân bằng, câu chuyện phát triển chậm và sự phát triển nhân vật cũng khá vô nghĩa (như sự tự cô lập ảo của nhân vật chính) khiến trò chơi trở thành một trong những tựa game thu hút chỉ một phân khúc nhỏ của thể loại này". Về bản Innocent Life: A Futuristic Harvest Moon (Special Edition), ông nói "Mặc dù được coi là "Phiên bản đặc biệt", thực tế không có tính năng bổ sung thực sự nổi bật nào so với phiên bản PSP. Ngoài một số nhiệm vụ mới và một từ điển định nghĩa mọi thứ trên thực tế trong trò chơi thì có rất ít nội dung mới".
Keza MacDonald của Eurogamer đánh giá cao trò chơi và cho điểm số 7/10, khen ngợi bối cảnh, bầu không khí quyến rũ và hoàn toàn độc đáo, phần trình bày xuất sắc và việc khám phá dần dần hòn đảo rất hấp dẫn.